# Loxococcus
Loxococcus, monotipski rod palmi smješten u tribus Areceae., dio potporodice Arecoideae. Jedina vrsta je L. rupicola, cejlonski endem poznat pod narodnim nazivom dotalu.

## Sinonimi
- Ptychosperma rupicola Thwaites